# Ironheart
Ironheart, il cui vero nome è Riri Williams, è un personaggio dei fumetti pubblicati dalla Marvel Comics. Il personaggio è stato creato nel 2015 dallo scrittore Brian Michael Bendis e dall'artista Mike Deodato, e in seguito rinnovato graficamente da Eve Ewing e Kevin Libranda.

## Storia editoriale
Riri Williams, creata da Brian Michael Bendis e disegnata da Mike Deodato, è apparsa per la prima volta in Invincible Iron Man Vol. 2 n. 7, scritto da Bendis e disegnato da Deodato. Ha poi fatto la sua prima apparizione di rilievo due numeri dopo.
Williams è poi apparsa nel terzo volume di Invincible Iron Man, a partire dalla fine del 2016, con il nome in codice Ironheart, usando l'armatura disegnata da Stefano Caselli, il disegnatore del nuovo volume.

## Biografia del personaggio
Riri Williams è una studentessa di ingegneria di 15 anni e figlia del defunto Riri Williams Sr. Dopo la morte del padre, Riri vive con sua madre e la sua zia paterna Sharon. Frequenta anche il Massachusetts Institute of Technology con borse di studio. Lavorando da sola, Riri disegna un'armatura simile a quella di Iron Man usando materiale rubato dal campus. Quando la sicurezza del campus la scopre, fugge mentre indossa la tuta.
Quando Williams impedisce a due detenuti di fuggire dal Penitenziario di Stato del New Mexico, la sua armatura viene danneggiata. Ritornata a casa di sua madre, Riri ha continuato a lavorare per migliorare l'armatura, con grande apprensione di sua zia. Tony Stark, che è morto fisicamente e ha trasferito la sua coscienza in un dispositivo diventando un'intelligenza artificiale, sente parlare della impresa di Riri e va ad incontrarla. Durante il loro incontro, Tony Stark decide che appoggerà la sua decisione di diventare una supereroina.
Apparendo nella sua armatura "Rescue" seguendo la trama di "Civil War II", Pepper Potts ha affrontato Riri Williams e la sua "Tony Stark A.I.", nel tentativo di spiegare i problemi dell'essere un supereroe. Vengono poi attaccati da Techno Golem e dai suoi Biohack Ninja. Mentre Riri fugge e Pepper li combatte, Techno Golem cerca di scoprire come Pepper conosca Riri. Quando l'armatura di Techno Golem si rompe e Tomoe tenta invece di attaccare Riri, Pepper usa i guanti corazzati di "Rescue" e fa fuori Tomoe. Quando Sharon Carter incontra formalmente Riri dopo l'arresto di Tomoe e dei Biohack Ninja, Pepper dice a Riri che parleranno di nuovo. Pepper Potts, Mary Jane Watson, Tony Stark e la madre biologica di Stark Amanda Armstrong sono nella Sala delle Armature con Riri quando dimostra la sua conoscenza di ciascuna delle armature Iron Man. Quando Amanda Armstrong si offre di permettere a Riri di utilizzare i laboratori di Tony Stark come base operativa, Riri è titubante ma Pepper la incoraggia. Il giorno seguente, a casa sua, la famiglia di Riri riceve la visita del capo del Mit. Vuole che Riri continui a lavorare lì, dato che è rimasta trascurata da quando se n'è andata. A Riri sarebbe anche permesso di usare i laboratori a scuola. Dopo aver lavorato in uno dei laboratori, Riri chiede a Tony Stark di trovarle qualcosa per staccare la spina. Stark individua l'Armadillo durante un atto criminale e Riri usa l'armatura di Ironheart per sconfiggerlo. Viene quindi avvicinata dai Campioni che le offrono l'entrata nel gruppo, in seguito il corpo di Stark viene rianimato e quindi la sua coscienza viene trasferita nel corpo nuovamente attivo.
Durante Impero segreto, Ironheart viene vista combattere l'Esercito del Male durante la conquista degli Stati Uniti da parte dell'Hydra. Il barone Helmut Zemo ha permesso a Blackout di circondare Manhattan con Darkforce dopo averlo potenziato con i poteri del Darkhold. Riri invia un segnale di soccorso a tutti gli eroi disponibili per incontrarla a Washington, DC. Ironheart e Falcon II si uniscono ai campioni per assistere nella lotta clandestina contro la conquista del paese da parte dell'Hydra. In seguito seguono Black Widow quando sviluppa i suoi piani per Capitan America. Durante l'allenamento, i giovani eroi non sono d'accordo sulla brutalità e la spietatezza di Black Widow. Gli eroi successivamente si infiltrano in una base Hydra per trovare qualcuno di fondamentale nel piano di Black Widow. Black Widow in seguito dice loro che dovranno uccidere Steve Rogers, dopo che l'Hydra distruggerà il nascondiglio sotterraneo. A Washington, quando inizia il loro assalto, Spider-Man combatte contro Capitan America, ma Black Widow interviene e viene uccisa. Proprio mentre Spider-Man sta per uccidere Steve Rogers, gli altri lo convincono a non farlo e vengono tutti arrestati. Ha anche aiutato i Campioni a cercare sopravvissuti a Las Vegas, dopo che era stata distrutta dall'Hydra. Riri, in seguito, si sorprende venendo a sapere che il suo compagno di squadra, l'androide Viv Vision, ha una cotta per lei.

## Vendite
| Data           | Posizione | Edizione               | Prezzo | Editore | Unità vendute ai negozi di fumetti |
| -------------- | --------- | ---------------------- | ------ | ------- | ---------------------------------- |
| Novembre 2016  | 5         | Invincible Iron Man 1  | $ 3.99 | Marvel  | 97.713                             |
| Dicembre 2016  | 13        | Invincible Iron Man 2  | $ 3.99 | Marvel  | 81.271                             |
| Gennaio 2017   | 346       | Invincible Iron Man 3  | $ 3.99 | Marvel  | 44.181                             |
| Febbraio 2017  | 56        | Invincible Iron Man 4  | $ 3.99 | Marvel  | 36.600                             |
| Marzo 2017     | 51        | Invincible Iron Man 5  | $ 3.99 | Marvel  | 38.746                             |
| Aprile 2017    | 69        | Invincible Iron Man 6  | $ 3.99 | Marvel  | 31.561                             |
| Maggio 2017    | 89        | Invincible Iron Man 7  | $ 3.99 | Marvel  | 28.266                             |
| Giugno 2017    | 64        | Invincible Iron Man 8  | $ 3.99 | Marvel  | 33.428                             |
| Luglio 2017    | 71        | Invincible Iron Man 9  | $ 3.99 | Marvel  | 30.128                             |
| Agosto 2017    | 80        | Invincible Iron Man 10 | $ 3.99 | Marvel  | 27.675                             |
| Settembre 2017 | 62        | Invincible Iron Man 11 | $ 3.99 | Marvel  | 34.015                             |
| Novembre 2018  | 45        | Ironheart 1            | $ 4.99 | Marvel  | 40.739                             |
| Gennaio 2019   | 123       | Ironheart 2            | $ 4.99 | Marvel  | 17.507                             |
| Febbraio 2019  | 123       | Ironheart 3            | $ 4.99 | Marvel  | 14.189                             |

## Critiche
Il personaggio di Riri Williams ha ricevuto critiche negative per essere il ritratto impreciso di una tipica adolescente nera, e per la mancanza di una vera scrittrice nera per il personaggio.

## Altre versioni
Nel fumetto del 2017 Spider-Men II, la versione Ultimate di Riri Williams è membro degli Ultimates al fianco di Hulk, Torcia Umana, Capitan America, Giant-Man, Thor, Spider-Woman e l'originale Spider-Man del 1610.

## Altri media

### Marvel Cinematic Universe
Riri Williams, alias Ironheart, appare all'interno del Marvel Cinematic Universe (MCU), interpretata da Dominique Thorne e doppiata da Luisa D'aprile. Riri è una giovane e brillante inventrice che ha creato un'armatura per rivaleggiare con quelle costruite da Tony Stark (Iron Man), e amica di Shuri.
- Il personaggio appare ufficialmente nel film Black Panther: Wakanda Forever (2022)
- Ironheart compare anche nella terza e ultima stagione della prima serie animata dell'MCU What If...? (2021-2024).
- Ironheart è la protagonista nell'omonima miniserie televisiva  uscita su Disney+ il 24 giugno 2025.
- Ironheart ricomparirà anche nella quinta serie animata dell'MCU Marvel Zombies (2025).

### Animazione
- Ironheart appare nel film d'animazione Marvel Rising: Heart of Iron (2019).[21]
- Ironheart è una dei protagonisti della serie animata Iron Man e i suoi fantastici amici.

### Videogiochi
- Ironheart compare come personaggio giocabile in Marvel Puzzle Quest.[22]
- Ironheart compare come personaggio giocabile in Marvel Future Fight.[23]
- Ironheart compare in Marvel Avengers Academy,[24] doppiata da Dani Chambers.[25]
- Ironheart compare come personaggio giocabile in Lego Marvel Super Heroes 2, nel DLC "Champions".[26]

### Video su Internet
- Nel marzo 2017, il dipartimento di ammissioni del Massachusetts Institute of Technology ha pubblicato un breve video dal vivo dove Riri Williams / Ironheart, interpretata dalla studentessa Ayomide F., cammina nel campus, frequenta le lezioni e costruisce una tuta Ironheart nel suo dormitorio.[27]